# Клостер-Лідлюм
Клостер-Лідлюм (нід. Klooster-Lidlum) — село в нідерландській провінції Фрисландія. Входить до муніципалітету Вадхуке.
Його площа становить 2,53км², а населення станом на 2021 рік складало 45 осіб.
Перша згадка про населений пункт датується 1317 роком.